# ISD-Jorbi Continental Team
Das ISD-Jorbi Continental Team ist ein ukrainisches Radsportteam mit Sitz in Donezk.
Die Mannschaft wurde 2007 gegründet und nimmt als Continental Team an den UCI Continental Circuits teil. Die meisten Rennen fahren sie in Europa. Manager ist Emmanuil Bejhelsimer, der von den Sportlichen Leitern Mykola Myrsa, Olena Herus, Olexij Solnzew und Jewhen Nowykow unterstützt wird.

## Saison 2017

### Erfolge in der UCI Europe Tour
In den Rennen der Saison 2017 der UCI Europe Tour gelangen die nachstehenden Erfolge.
| Datum   | Rennen    | Kat. | Fahrer          |
| ------- | --------- | ---- | --------------- |
| 7. Juli | Minsk Cup | 1.2  | Jehor Dementjew |

## = Erfolge in der UCI Europe Tour
In den Rennen der Saison 2009 der UCI Europe Tour gelangen die nachstehenden Erfolge.
| Datum        | Rennen                                          | Kat. | Fahrer          |
| ------------ | ----------------------------------------------- | ---- | --------------- |
| 28. Juni     | Ukrainische Meisterschaft – Straßenrennen (U23) | NC   | Jehor Dementjew |
| 7. August    | 1. Etappe Tour of Szeklerland                   | 2.2  | Witalij Popkow  |
| 7.–9. August | Gesamtwertung Tour of Szeklerland               | 2.2  | Witalij Popkow  |

## Platzierungen in UCI-Ranglisten
UCI America Tour
| Saison    | Mannschaftswertung | Fahrerwertung            |
| --------- | ------------------ | ------------------------ |
| 2009-2013 | –                  | -                        |
| 2014      | 43.                | Olexandr Scheydyk (357.) |
| 2015-2016 | –                  | -                        |

UCI Asia Tour
| Saison    | Mannschaftswertung | Fahrerwertung              |
| --------- | ------------------ | -------------------------- |
| 2009-2010 | –                  | -                          |
| 2011      | 47.                | Artjom Toptschanjuk (133.) |
| 2012      | 34.                | Witalij Popkow (66.)       |
| 2013      | 55.                | Dmytryj Krywzow (171.)     |
| 2014-2016 | –                  | -                          |

UCI Europe Tour
| Saison | Mannschaftswertung | Fahrerwertung              |
| ------ | ------------------ | -------------------------- |
| 2009   | 44.                | Witalij Popkow (76.)       |
| 2010   | 21.                | Denis Flahaut (29.)        |
| 2011   | 30.                | Olexandr Scheydyk (68.)    |
| 2012   | 32.                | Witalij Popkow(51.)        |
| 2013   | 27.                | Witalij Popkow (18.)       |
| 2014   | 80.                | Olexandr Scheydyk (385.)   |
| 2015   | 61.                | Anatolij Pachtussow (237.) |
| 2016   | 94.                | Denys Kostjuk (788.)       |